# Paul René Gauguin
Paul René Gauguin (27. januar 1911 i København – 14. februar 1976 i Spanien) var en dansk/norsk maler og grafiker, søn af maleren Pola Gauguin og barnebarn af impressionisten Paul Gauguin.
Han var kendt for sine fabeldyr.
Paul René Gauguin flyttede med familien til Provence 1924, senere til Rouen, hvor han tog examen artium ved det norske Lycée Pierre Corneille 1930. Han blev fisker på Mallorca og Ibiza, hvor han lærte at lave træsnit 1930-1935. Han boede i Erling Winsness jordhytte i Alcudia sammen med Jacob Brinchmann og Leif Borthen.
Selv om han debuterede på Høstutstillingen i 1936, virkede han som journalist for Dagbladet i Spanien 1938 og begyndte sit værk Barcelona, som blev færdigt i 1942. Efter 2. verdenskrig blev det
Friheten af NKP, og Gaugins Masken var ment som en protest mod NATO i 1949. Han blev kendt efter en udstilling 1947 og for sine illustrationer til Inger Hagerups bog Så rart i 1950.
I tiden 1939-1945 lavede han teaterdekorationer for det unge Trøndelag Teater og senere også for Nationaltheatret 1951. Han dramatiserede ved Folketeatret 1954 og dekorerede sammen med Knut Rumohr OL-byggeriet Hotel Viking i 1952 samt hurtigruteskibet MS «Nordstjernen» i 1956.
Efter et ophold i Grækenland 1955 begyndte han med emalje og jernskulpturer og i 1960'erne med jernskrot. 
Han lavede en del oversættelser fra fransk og beherskede også russisk, italiensk, engelsk og catalansk, som brugtes mod Pablo Picasso i dennes pottemageri. Han var inspireret af Max Ernst, Vincent van Gogh og Georges Braque.
Han blev gift første gang i 1934 med Emmy Paasche Aasen (ægteskabet opløst), anden gang i 1941 med skuespiller Bonne Winther-Hjelm Jelstrup (ægteskabet opløst) og tredje gang i 1951 med Martha Poulsen. De flyttede tilbage til Danmark, men han døde i Spanien i 1976. 
Hans første norske separatudstilling fik Martha gennemført i 1981, da 107 værker blev vist ved Nationalmuseet, hvor der i 2003 var mere end 250 af Gauguins værker ophængt. Samme år blev 70 værker bortauktioneret af Vera Olson ved Galleri Vera til støtte for et sygehus i Irak.

## Forfatterskab
- Et annet land i sikte (Aschehoug, 1976). 40 digte og illustrationer, tilrettelagt af Inger Hagerup og Jan Bull